# Leo Hjelde
Leo Hjelde (Nottingham, 26 de agosto de 2003) es un futbolista británico, nacionalizado noruego, que juega en la demarcación de defensa en el Sunderland A. F. C. de la Premier League.

## Biografía
Tras formarse como futbolista en las categorías inferiores del Rosenborg BK, en 2019 pasó a la disciplina del Celtic F. C. Sin embargo no llegó a jugar ningún partido, obteniendo tan solo una convocatoria con el primer equipo. El 22 de enero de 2021 se marchó cedido al Ross County F. C., donde jugó once partidos de liga y uno de copa. El 27 de agosto de 2021 fue traspasado al Leeds United F. C. tras firmar un contrato por cuatro años. Finalmente el 9 de enero de 2022 debutó con el primer equipo en la FA Cup contra el West Ham United F. C. El encuentro finalizó con un resultado de 2-0 a favor del conjunto londinense tras los goles de Manuel Lanzini y Jarrod Bowen. Jugó otros cuatro partidos antes de ser cedido al Rotherham United F. C. en enero de 2023. Un año después abandonó definitivamente Leeds tras ser traspasado al Sunderland A. F. C.

## Clubes
Actualizado al último partido disputado el 24 de mayo de 2025.
| Club                            | País       | Año       | Partidos | Goles |
| ------------------------------- | ---------- | --------- | -------- | ----- |
| Ross County F. C.               | Escocia    | 2021      | 12       | 1     |
| Leeds United F. C.              | Inglaterra | 2021-2023 | 5        | 0     |
| Rotherham United F. C. (cedido) | Inglaterra | 2023      | 13       | 0     |
| Leeds United F. C.              | Inglaterra | 2023-2024 | 3        | 0     |
| Sunderland A. F. C.             | Inglaterra | 2024-     | 30       | 0     |